# Kulgam
Kulgam est une ville indienne située dans le district de Kulgam dans le territoire du Jammu-et-Cachemire. En 2011, sa population était de 23 584 habitants.